# Tagus (rey)
El rey Tagus, también denominado Tago o Tagum fue un líder de la Hispania prerromana que vivió alrededor de 221 a. C. y del que tenemos noticia por ser protagonista indirecto de la muerte de  Asdrúbal el Bello, debido a que un siervo suyo fue el asesino del caudillo cartaginés.
A pesar de los escasos datos que nos han transmitido las fuentes clásicas, el estudio de la conquista cartaginesa de Hispania proporciona información que permite perfilar a grandes rasgos la naturaleza de este personaje histórico.
Tagus murió ejecutado mediante crucifixión por Asdrúbal el Bello en 221 a. C. o poco antes. La única fuente clásica que lo nombra de manera directa no indica que tuviese hijos y lo describe como un valiente guerrero, por lo que se puede aventurar que murió relativamente joven, con unos 35 años, algo que nos daría una fecha aproximada de nacimiento alrededor de 256 a. C.